# آرثر إبراهام
آرثر إبراهام (بالألمانية: Arthur Abraham)‏ مواليد 20 فبراير 1980 في يريفان، الجمهورية الأرمينية السوفيتية الاشتراكية، الاتحاد السوفيتي، هو ملاكم أرمني يصنف ضمن فئة الوزن المتوسط بدأ مسيرته الاحترافية سنة 2003 حيث انتصر في نزاله الأول. حقق بطولة الاتحاد الدولي للملاكمة وبطولة منظمة الملاكمة العالمية.

## إحصائيات
خاض خلال مسيرته 49 نزالا، فاز في 44 وخسر في 5. فاز بالضربة القاضية في 29 نزالا.

## وصلات خارجية
- آرثر إبراهام على موقع IMDb (الإنجليزية)
- آرثر إبراهام على موقع ألو سيني (الفرنسية)
- آرثر إبراهام على موقع قاعدة بيانات الفيلم (الإنجليزية)
- آرثر إبراهام على موقع كينوبويسك (الروسية)
- آرثر إبراهام على موقع بوكس ريك (الإنجليزية) (registration required)

- الموقع الرسمي